# Hoplophthiracarus clavellatus
Hoplophthiracarus clavellatus är en kvalsterart som beskrevs av Wojciech Niedbała och Corpuz-Raros 1998. Hoplophthiracarus clavellatus ingår i släktet Hoplophthiracarus och familjen Phthiracaridae. Inga underarter finns listade i Catalogue of Life.